# 万纳 (下萨克森州)
万纳是德国下萨克森州的一个市镇。总面积53.93平方公里，总人口2256人，其中男性1137人，女性1119人（2011年12月31日），人口密度42人/平方公里。